# Гриф пальмовий
Гриф пальмовий (Gypohierax angolensis) — вид великих хижих яструбоподібних птахів родини яструбових (Accipitridae). Це єдиний представник монотипового роду Пальмовий гриф (Gypohierax). Також це єдиний гриф, що харчується фруктами.
Пальмовий гриф гніздиться в лісах і саванах Африки на південь від Сахари, як правило, біля води. Ареал його поширення збігається з ареалом олійних пальм і пальм рафій. Він досить поширений, як і багато інших африканських грифів, і його можна побачити поблизу людських поселень, навіть на великих галявинах готелів у туристичних зонах таких країн, як Гамбія чи Кенія.

## Таксономія
Пальмовий гриф був офіційно описаний у 1788 році німецьким натуралістом Йоганном Фрідріхом Гмеліном у його переглянутому та розширеному виданні «Systema Naturae» Карла Ліннея. Науковець помістив птаха разом з орлами, яструбами та соколами в рід Falco та придумав біноміальну назву Falco angolensis В основу свого опису Гмелін поклав «ангольського грифа», описаного в 1781 році англійським орнітологом Джоном Латамом у його багатотомній праці «Загальний огляд птахів» . Колекція Леверіана в Лондоні включала два зразки, які були зібрані в Анголі. Пальмовий гриф тепер поміщений в рід Gypohierax, який був введений для виду в 1836 році німецьким натуралістом Едуардом Рюпелем. Назва роду поєднує давньогрецькі слова gups, що означає «стерв’ятник», і hierax, що означає «яструб». Вид монотиповий: підвиди не визначені.

## Опис
Дорослого птаха майже не можливо сплутати з будь яким іншим видом. Це дуже яскравий і гарний птах. Його вага становить приблизно 1,3-1,7 кг, довжина 60 см, розмах крил 1,5 метра. Це найменший гриф Старого Світу. Його оперення повністю біле, за винятком чорних ділянок на крилах і хвості. Навколо кожного ока є червона пляма. Молоді птахи віком до 3–4 років коричневі з жовтими плямами навколо очей. У польоті цей вид більше нагадує орла, ніж звичайного стерв'ятника. Він може підтримувати махаючий політ, тому не залежить від термічних потоків. Великого дорослого пальмового грифа з білим оперенням і чорним пір'ям на крилах і хвості можна сплутати як з орланом-крикуном, так і зі стерв'ятником, але у першого птаха тіло коричневе, а у другого білий хвіст
Виду не притаманний статевий диморфізм, самка має такий же розмір, як і самець. Молоді птахи переважно коричневі з частково чорними крилами, їм потрібно три-чотири роки, щоб набути дорослого забарвлення.

## Поширення і середовище проживання
Пальмові грифи зустрічаються в більшості прибережних районів африканського континенту від Гамбії до Кенії та аж до Південної Африки. Загальна чисельність популяції оцінюється у 80 000 пар. В ПАР налічується лише приблизно 40 птахів.
Єдиними південноафриканськими країнами, де постійно гніздяться пальмові грифи, є ПАР та Мозамбік. Дослідження, проведене у 1970-х роках показало, що пальмові грифи гніздилися в гаях рафій в системі затоки Косі та Мтунзіні. Його розповсюдження пов'язане з наявністю пальми рафії Raphia australis на всіх постійно населених ділянках, а існування цього виду в Мтунзіні цілком пов’язане зі штучним вирощуванням пальм рафії. Зараз у Південній Африці відомо 7 місць гніздування та загалом 40 окремих птахів.
Як випливає з назви, розповсюдження пальмового грифа тісно пов’язане з поширенням олійних ( Elaeis guineensis ) або рафієвих ( Raphia ) пальм. Отже, він найбільш поширений у прибережних і мангрових лісах на висоті до 1500 м над рівнем моря, але також зустрічається у вологих саванах.

### Харчування та годування
Пальмовий гриф, на відміну від більшості родичів, харчується в основному м'ясистими плодами олійної пальми та плодами пальми рафії, а також дикими фініками, апельсинами, іншими фруктами, іноді зерном та насінням акації.   Фрукти становлять понад 60% раціону дорослої птиці та понад 90% раціону молодняку.  Було також зареєстровано, що вони харчуються крабами (як прісноводними, так і морськими), молюсками, жабами, пуголовками, рибою, жуками-гнойовиками, термітами, крилатими мурахами, крилатими термітами, сараною, дрібними ссавцями, птахами та їхніми пташенятами, зміями, іншими рептиліями, навіть яйцями рептилій і пташенятами, що вилупилися, і, як відомо, час від часу нападають на свійську птицю , а також харчується падлом    .

### Розведення

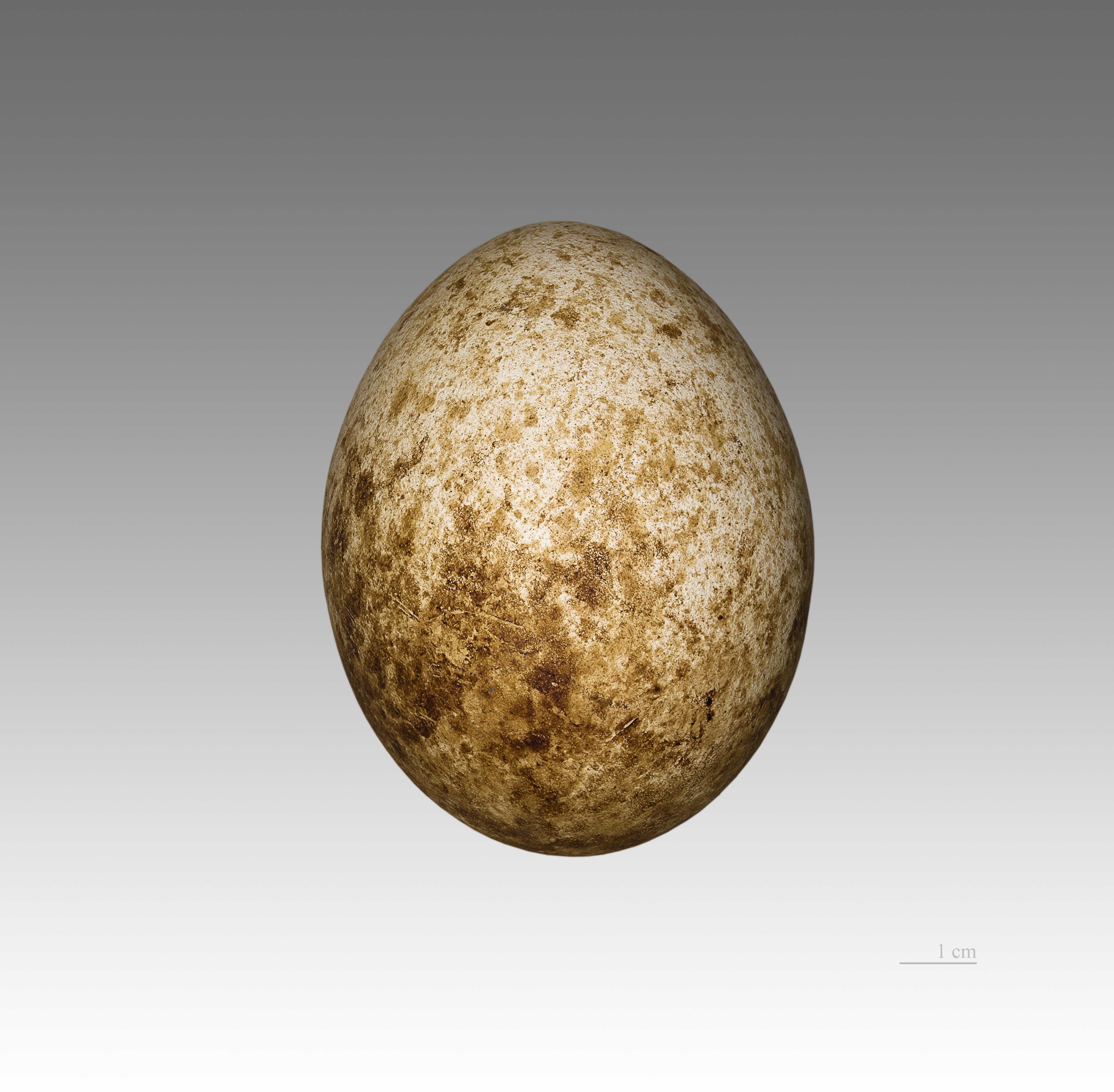
Яйце пальмового грифа

Пари, що розмножуються, будують великі гнізда на високих деревах і часто виявляють сильну прив'язаність до місця свого гніздування. Вони можуть залишатися на місці гніздування цілий рік. Там, де є пальми рафії, гніздові пари будують гнізда біля основи пальмового листя. На початку сезону розмноження пари разом ширяють у повітрі, катаючись і пірнаючи, набагато акробатичніше, ніж більшість грифів. Під час кожного циклу розмноження відкладається одне біло- коричневе яйце, яке висиджують почерзі самець і самиця протягом чотирьох-шести тижнів. Зазвичай через 85-90 днів після вилуплення молоді коричневі пташенята покриваються пір'ям.

## Статус охорони
Цей вид широко поширений на більшій частині Африки, загалом досить звичайний і має стабільну популяцію. В ПАР він зустрічається рідше та більш локалізований, хоча не вважається, що він перебуває під загрозою Загрозою для збереження птахів може бути вирубка прибережних лісів.
Вирощування пальм рафій через їхню декоративну цінність зараз зростає, забезпечуючи їжею та місцями для гніздування. Крім того, значна частина його середовища існування охороняється водно-болотним парком Ісімангалісо. На даний момент немає ініціатив щодо збереження конкретних видів, оскільки цей вид є єдиним видом грифа в Південній Африці, чисельність популяції якого зростає. Важливість збереження цього виду полягає в тому, що представники південноафриканської популяції мігрують до Мозамбіку, тим самим підтримуючи популяцію сусідньої країни.

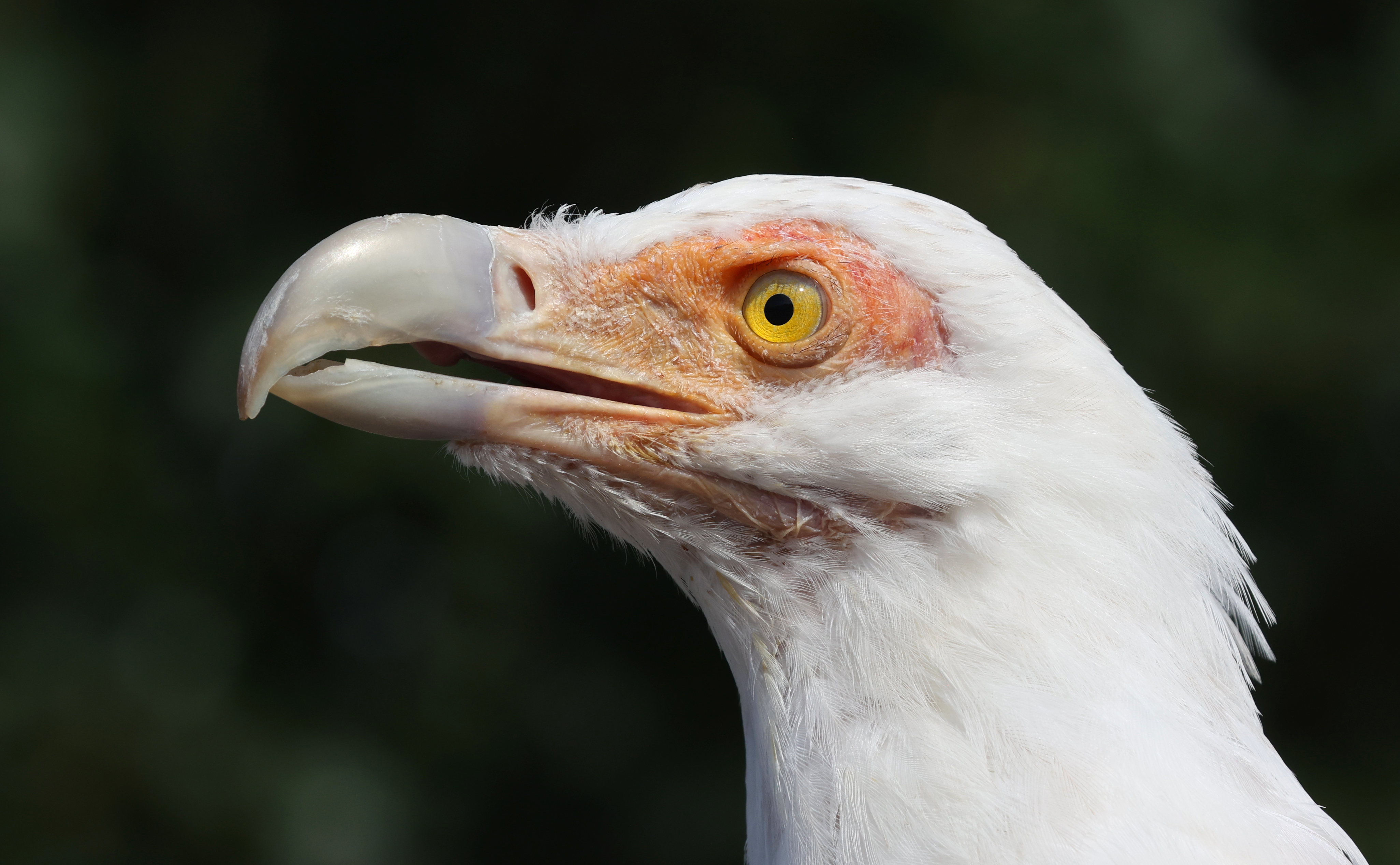
Голова пальмового грифа
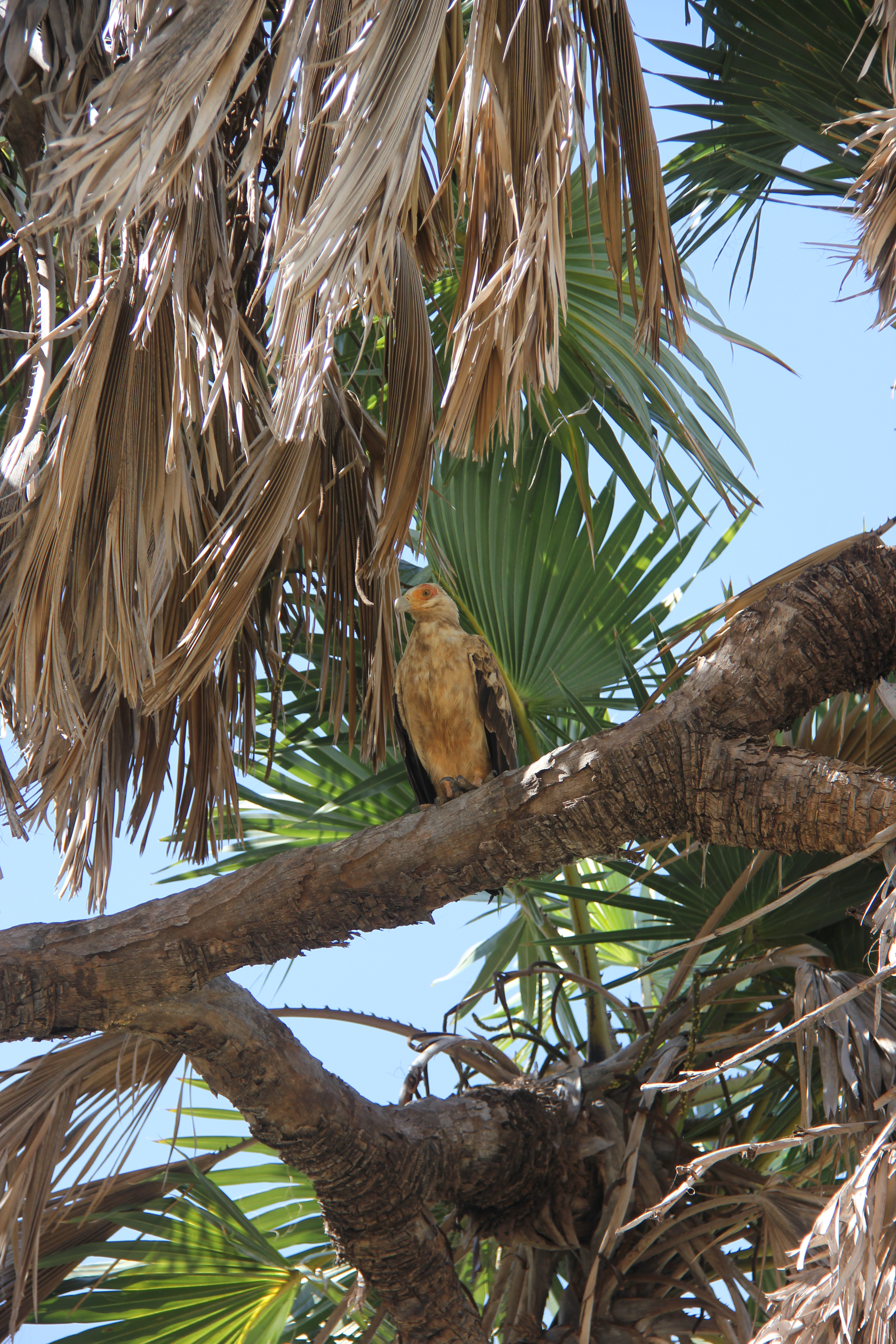
Дорослий птах узаповіднику Селус, Танзанія
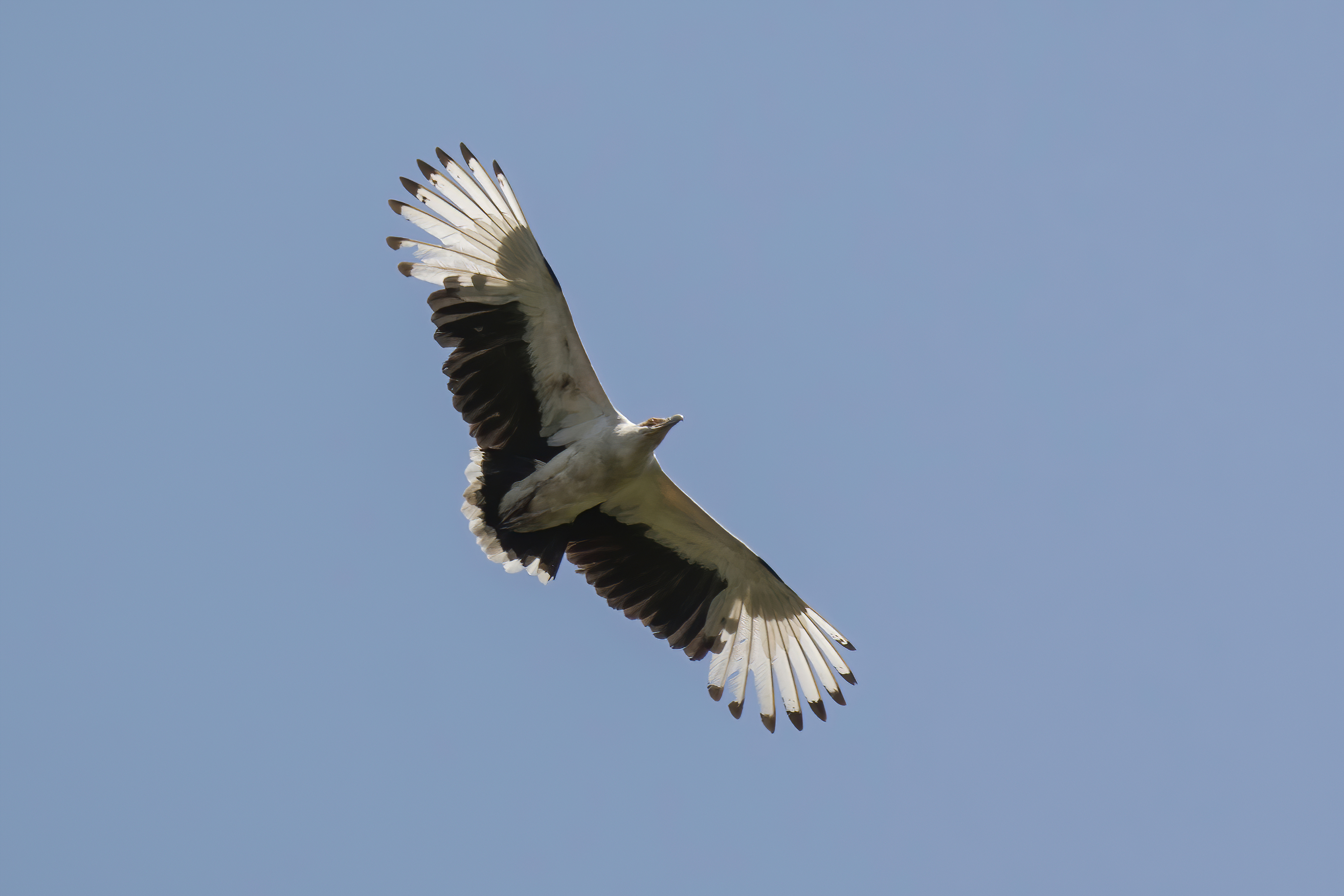
Доросла особина в польоті в Семліцькому заповіднику, Уганда
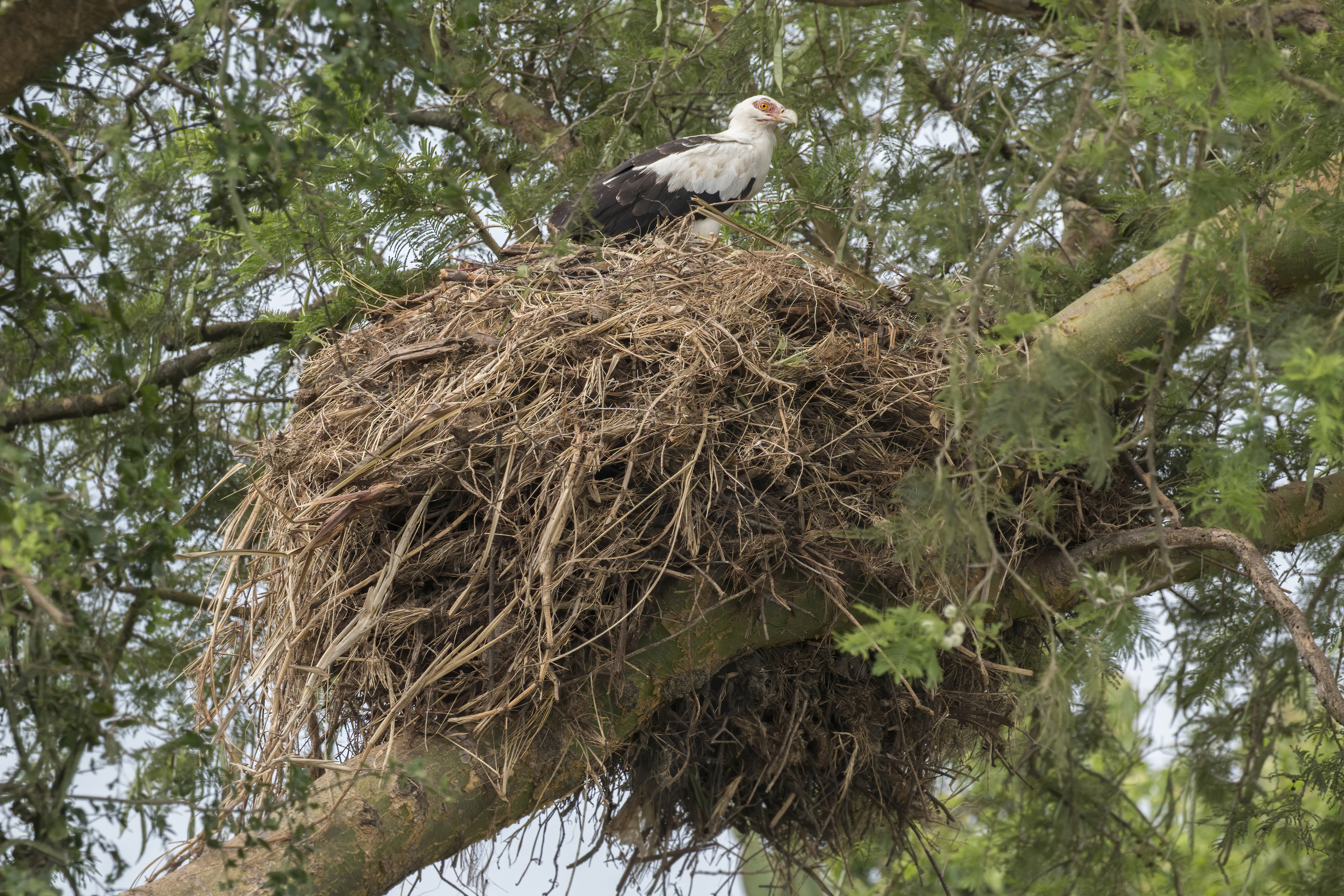
Дорослий птах в гнізді в каналі Казінга, Уганда